# 에어 키스

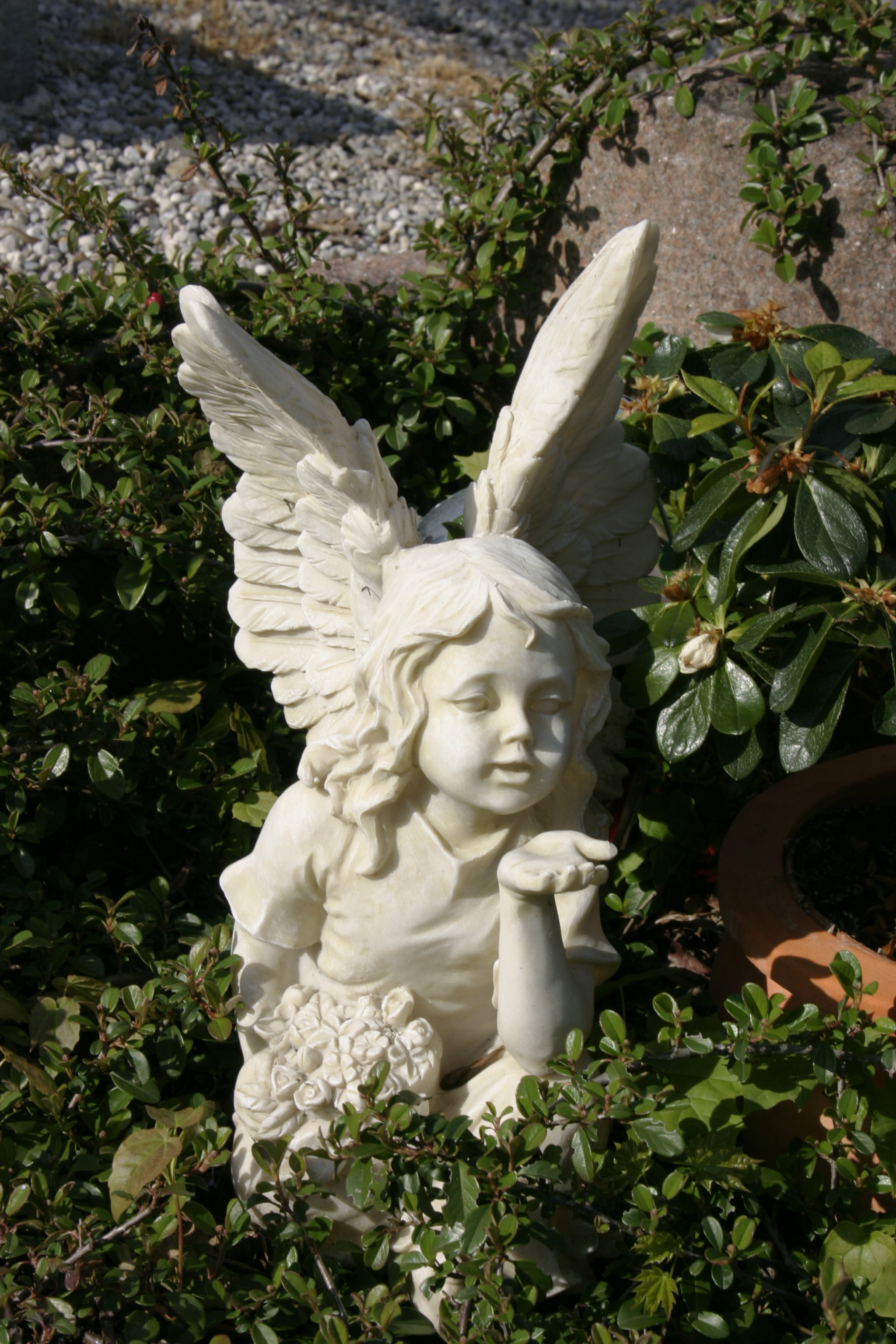
에어 키스

에어 키스(Air kiss)는 제스처 중 하나로, 입 밑에다가 손을 올려 키스하는 흉내를 낸다. 연예인들이 주로 많이 한다.

## 같이 보기
- 따옴표 (제스처)